# Люков Руслан Юрійович
Русла́н Ю́рійович Люков (1974-2022) — солдат Збройних сил України, учасник російсько-української війни.

## З життєпису
Народився 1 листопада 1974 р. в смт Розділ Львівської області. Закінчив роздільську середню школу, вступив у технікум, отримав спеціальність електрика. Після навчання пішов служити в армію. Службу проходив у військовій частині Національної гвардії м. Харків. Після армії працював монтажником, пізніше працював у Польщі, повернувшись відкрив власний бізнес - займався машинами. 
2013 року одним із перших став активним учасником Революції Гідності. У 2014 році добровольцем пішов на схід та воював у складі Другої афганської штурмової роти батальйону “Айдар”.Позивний у нього був «Енергетик»: через активність та імпульсивність. З початком повномасштабного вторгнення від перших днів війни брав участь у боях за  Київську область. Загинув герой 14 березня у селі Мощун Київської області під час мінометного обстрілу, отримавши смертельне поранення в голову.
Похований у рідному селі Березина.

## Нагороди
За особистий внесок у зміцнення обороноздатності Української держави, мужність, самовідданість і високий професіоналізм, виявлені під час виконання військового обов'язку, та з нагоди Дня Збройних Сил України
- нагороджений орденом «За мужність» III ступеня (2.12.2016).[1]
- нагороджений орденом "За мужність" ІІ ступення (7.4.2023)[2]
- відзнака Головного управління розвідки Міністерства оборони України — медаль «За бойові заслуги»
- почесний громадянин міста Ірпінь[3]